# Келпш, Валентин Валентинович
Валенти́н Валенти́нович Келпш (8 апреля 1937, село Марьино, Курская область — 9 июля 2000, Москва) — Герой Социалистического Труда (1987), генерал-майор инженерных войск (февраль 1984; генерал-майор — апрель 1984), кандидат военных наук (1986).

## Биография
Родился 8 апреля 1937 года в селе Марьино Пристенского района Курской области. В годы Великой Отечественной войны жил в селе Боровка (Котельничский район Кировской области), затем переехал в город Калининград. В 1955 году окончил 10 классов школы. С января 1955 года работал в механических мастерских совхоза № 51 (Калининградская область).
В армии с августа 1955 года. В 1958 году окончил Калининградское военно-инженерное училище. Служил командиром инженерно-дорожного взвода, секретарём комсомольской организации инженерно-дорожного батальона, заместителем командира инженерно-дорожной роты по технической части (в Прибалтийском военном округе). В 1962—1968 — заместитель командира роты инженерных конструкций по технической части и секретарь партийной организации отдельного инженерно-мостового батальона (в Группе советских войск в Германии). В 1968—1971 — секретарь партийной организации отдельного батальона связи и заместитель начальника политотдела мотострелковой дивизии (в Ленинградском военном округе).
В 1971 году заочно окончил Военно-инженерную академию. Служил начальником штабов инженерно-сапёрного батальона и инженерно-сапёрного полка (в Ленинградском военном округе). В 1975—1980 — заместитель начальника инженерных войск 6-й общевойсковой армии (в Карелии).
Участник боевых действий в Афганистане: с февраля 1980 — заместитель начальника, а в апреле 1981 — июне 1982 — начальник инженерных войск 40-й армии. Лично принимал участие в операциях по минированию маршрутов движения караванов бандформирований с оружием в приграничной полосе, а также по разминированию территорий.
В 1982—1984 — заместитель начальника 15-го Центрального научно-исследовательского испытательного института инженерных войск по научно-исследовательской работе (посёлок Нахабино Московской области).
С мая 1984 — заместитель председателя Научно-технического комитета Управления начальника инженерных войск Министерства обороны СССР. В составе оперативных групп Министерства обороны в 1984—1987 годах 6 раз выезжал в служебные командировки в Афганистан, а в июне 1986 года участвовал в ликвидации последствий аварии на Чернобыльской АЭС.
В январе-мае 1986 года и январе 1987 года руководил в Афганистане специальной группой, проводившей испытания боеприпаса объёмного взрыва «Шлейф». В результате этих испытаний были созданы заграждения на путях движения караванов бандформирований путём схода снежных лавин, а также нанесены несколько ударов по живой силе противника, находящейся в ущельях. Помимо этого, с целью защиты дорог в районе перевала Саланг на 20 участках были осуществлены предупредительные вызовы схода лавин небольшими частями, что обеспечило безопасный пропуск колонн через перевал.
За большой вклад в инженерное обеспечение боевых действий войск в Афганистане, а также в испытания и боевое применение нового вооружения Указом Президиума Верховного Совета СССР от 7 мая 1987 года генерал-майору Келпшу Валентину Валентиновичу присвоено звание Героя Социалистического Труда с вручением ордена Ленина и золотой медали «Серп и Молот».
С марта 1987 — председатель Научно-технического комитета Управления начальника инженерных войск Министерства обороны СССР (РФ). С апреля 1992 года генерал-майор В. В. Келпш — в запасе.
С 1992 года работал заместителем генерального директора ОАО «Конверсия-Жильё».
Жил в Москве. Умер 9 июля 2000 года. Похоронен на Троекуровском кладбище в Москве.

## Награды и звания
- Герой Социалистического Труда (7.05.1987)
- орден Ленина (7.05.1987)
- орден Красной Звезды (28.08.1980)
- орден «За службу Родине в Вооружённых Силах СССР» 3-й степени (28.08.1980)
- орден Почёта (09.1989)
- медаль «За боевые заслуги» (21.02.1978)
- другие медали
- иностранные награды